# Albatross (Turku)
Pour les articles homonymes, voir Albatross (homonymie).
Albatross  est un immeuble résidentiel  situé en bordure de Puolalanmäki dans le quartier VII de Turku en Finlande.

## Présentation
Albatross est un édifice Art nouveau conçu par Frithiof Strandell et construit en 1910.
La construction d'Albatros a assuré l'essor de la zone environnante derrière le musée d'art de Turku comme l'un des quartiers résidentiels les plus en vogue de Turku. 
Le parc Puolalanpuisto forme aujourd'hui l'un des plus beaux ensembles Art nouveau de Finlande.
Albatros a aussi été appelée la maison des artistes, car l' atelier au dernier étage du bâtiment avec ses grandes baies vitrées a servi de résidence à de nombreux artistes de renom.
Albatros a été le premier bâtiment à Turku où un espace d'atelier pour artistes a été construit à dessein.  
L'atelier est toujours utilisé comme résidence pour les artistes.

## Résidents de la maison
Eklund a construit la maison dès le début en vue de la louer. 
Albatros a d'abord changé de propriétaire plusieurs fois dans les années 1910, jusqu'à ce que les habitants forment une association en 1920.
Les artistes suivants ont travaillé dans l'atelier d'Albatross,:
- Aarre Aaltonen, 1915–1919
- Wäinö Aaltonen, 1916–1918
- Jan-Erik Andersson, 1980–1983
- Wladimir Goichman
- Osvald Hedenström, 1956–1998
- Kati Immonen
- Otso Karpakka
- Hertta Kiiski
- Hjalmar Löfman, 1926–1927
- Ali Munsterhjelm, 1913–1916
- Erkki Nampajärvi
- Irma Nissinen
- Hugo Otava, 1916
- Santeri Salokivi, 1914–1919
- Teodor Schalin, 1919–1960
- Greta Schalin, 1921–1993
- Hanna Seppänen
- Antti-Matti Siikala
- Eija Siikala, 1971–2008
- Nestori Syrjälä
- Hilkka Toivola
- Einari Wehmas, 1922–1925